# شورای قانونگذاری هنگ کنگ

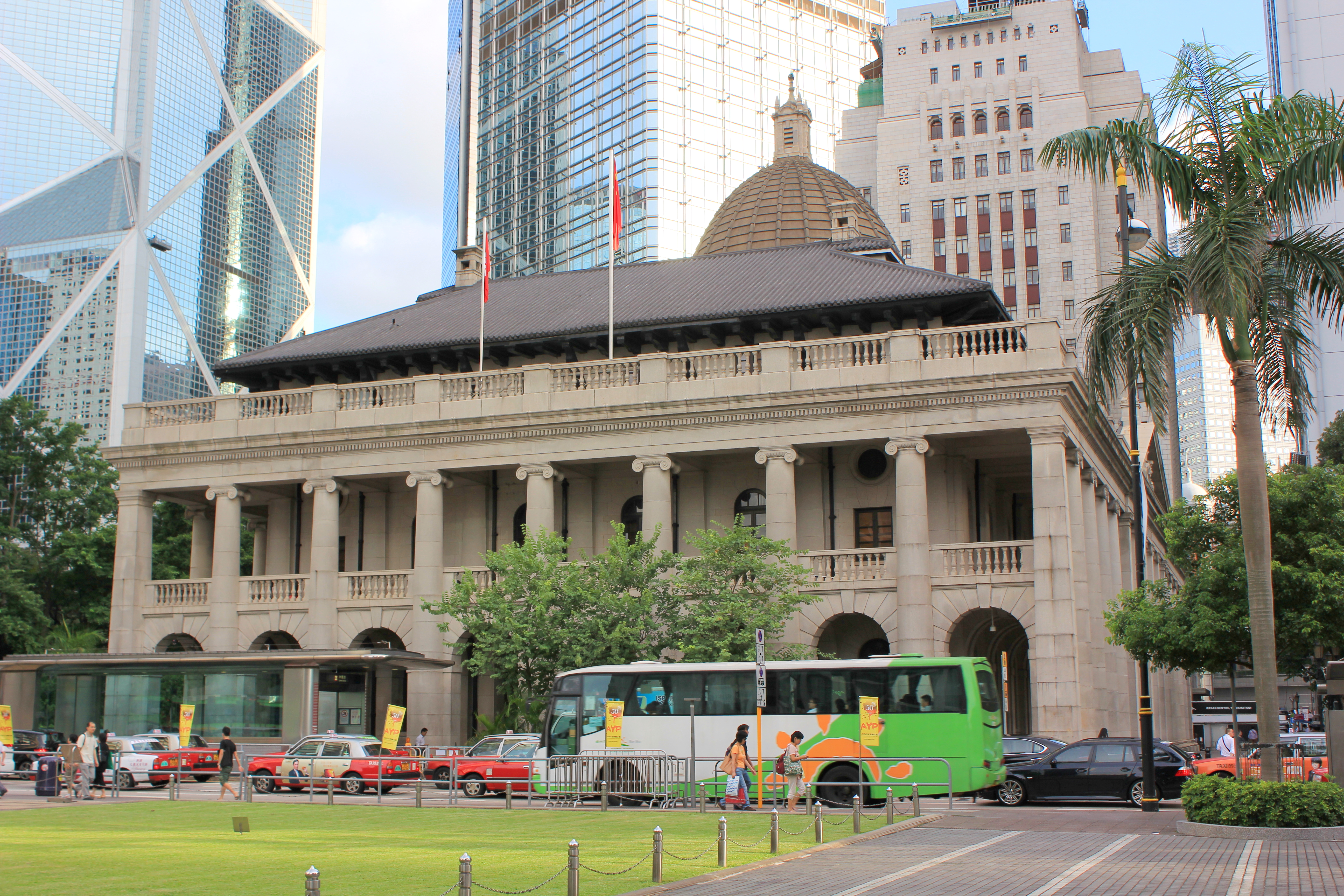
ساختمان قدیمی شورای قانوگذاری هنگ کنگ ساختمان (۱۹۸۵–۲۰۱۱)

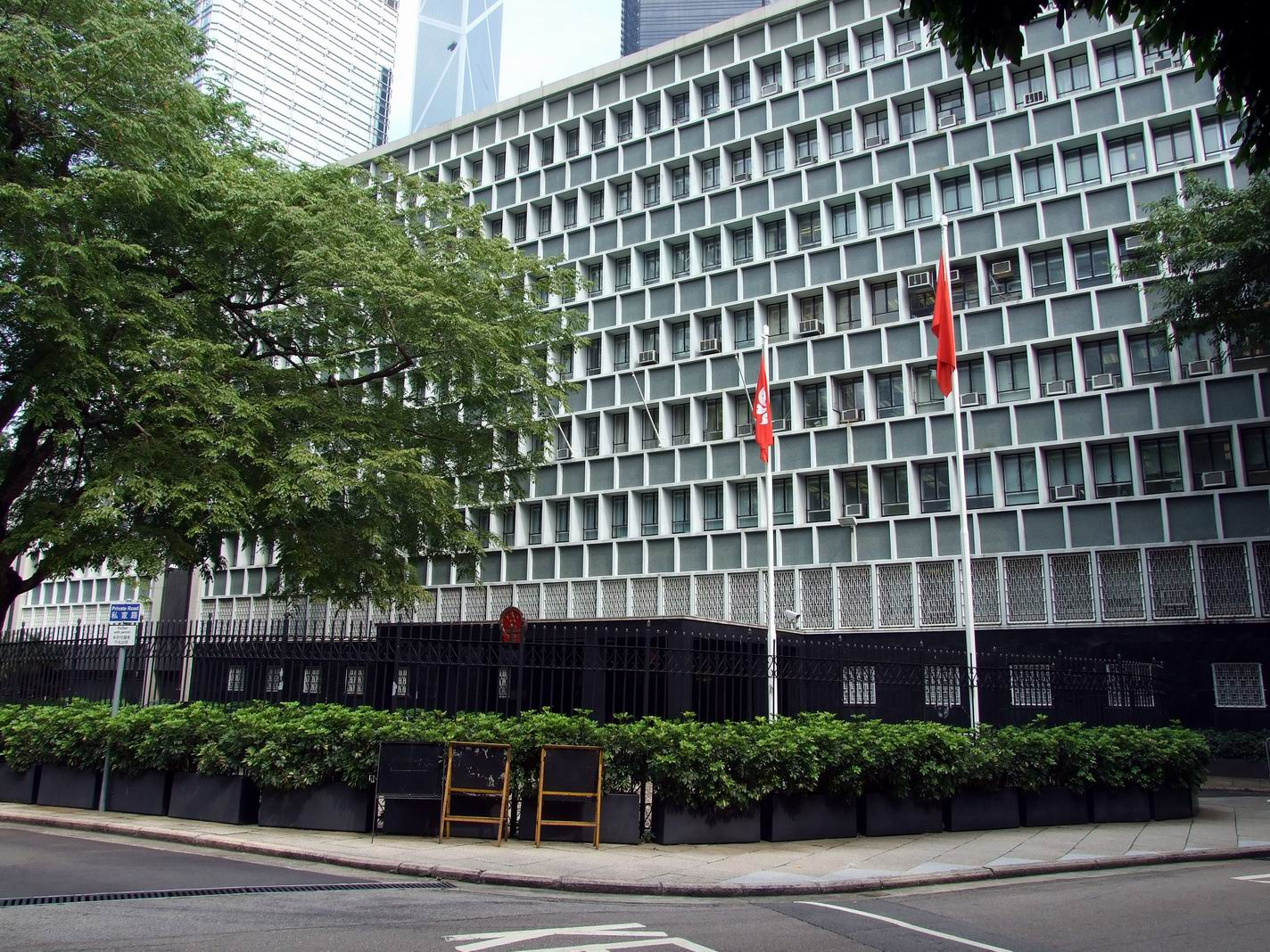
دوائر مرکزی دولتی ۱۹۵۰ تا ۱۹۸۵

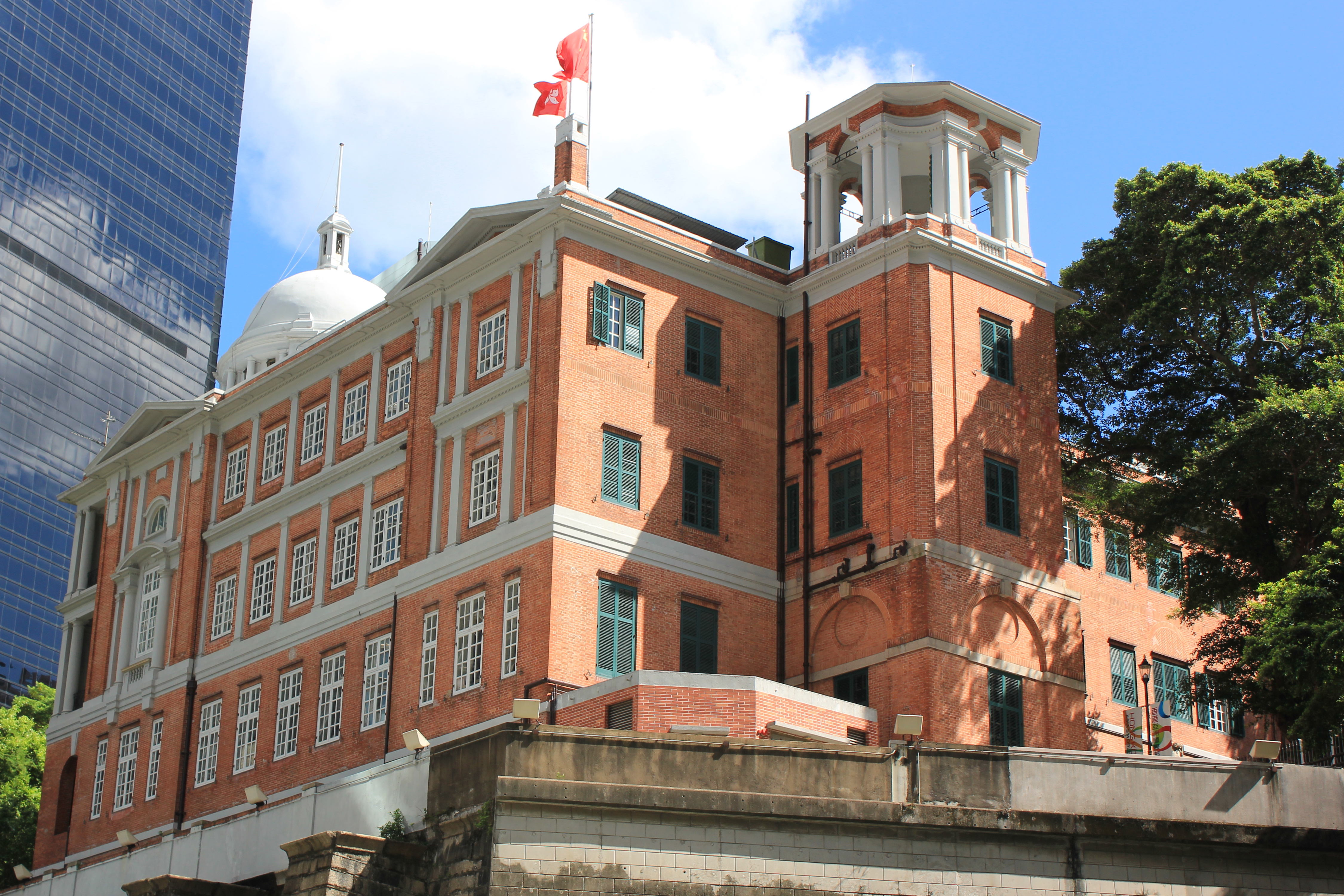
ساختمان مأموریت فرانسه در ۱۸۴۰

شورای قانونگذاری هنگ کنگ (انگلیسی: Legislative Council of Hong Kong) یا لگ کو مجلس قانونگذاری (تک‌مجلسی) دولت هنگ کنگ در جمهوری خلق چین است.
مجتمع قوه مقننه ارگانی‌است متشکل از ۷۰ عضو است که ۳۵ نفر از آنها به‌طور مستقیم از طریق پنج حوزه انتخاباتی به لحاظ جغرافیایی با نظام نمایندگی تناسبی انتخاب می‌شوند؛ و ۳۵ نفر دیگر به موجب اصلاحیه قانون اساسی که در سال ۲۰۱۰ به تصویب رسید به‌طور محدود و غیر مستقیم از طریق نظام انتخاباتی نخست‌نفری در حوزه‌های انتخاباتی انتخاب می‌شوند. ۵ نفر از ۳۵ عضو منتخب حوزه‌های انتخابیه از حوزه ولسوالی مربوط به شورای ولسوالی (دوم) هستند. این نمایندگان نامزدهایی هستند که از طرف شورای ولسوالی‌ها معرفی شده و توسط رأی دهندگان سراسر کشور انتخاب می‌شوند.
شورای قانونگذاری برای اولین بار در سال ۱۸۴۳ تحت قانون مستعمراتی بریتانیا هنگ کنگ را به عنوان یک شورای مشورتی منطقه خودمختار تأسیس کرد؛ و د ر طول تاریخ اختیارات و کارکردهای قوه مقننه تبیین و گسترش پیدا کرده‌است. امروز وظیفه اصلی شورای قانونگذاری تصویب، اصلاح یا لغو قوانین است. بودجه، مالیات و هزینه‌های عمومی را نیز بررسی و تصویب می‌کند؛ و می‌تواند عملکرد دولت را زیر سؤال قرار دهد. علاوه بر این، شورای قانونگذاری نیز اختیار دارد تا برخی انتصابات از جمله انتصاب قضات دادگاه تجدید نظر نهایی و رئیس دیوان عالی را تأیید کند، همچنین اختیار دارد رئیس اجرایی هنگ کنگ را استیضاح کند.
قبل از واگذاری حاکمیت شورای منطقه خودمختار هنگ کنگ در سال ۱۹۹۷، یک شورای قانونگذاری موقت به‌طور یک جانبه توسط دولت جمهوری خلق چین در شنژن بر خلاف قانون مستعمراتی بریتانیا در شنژن راه اندازی شد. اختیارات این شورا پس از واگذاری حاکمیت در ۱۹۹۷ به هنگ کنگ مورد تأیید قرار گرفت و در انتخابات عمومی بعدی در سال ۱۹۹۸، به هنگ کنگ منتقل شد و از سال ۲۰۰۰، دوره تصدی اعضای شورای قانونگذاری چهار ساله شد.
در ماده ۶۸ قانون اساسی هنگ کنگ آمده‌است که هدف نهایی برگزاری انتخابات عمومی برای انتخاب شورای قانونگذاری مبتنی است بر حق رأی عمومی. برگزاری انتخابات برای  انتخاب رئیس شورا و رئیس اجرایی موضوع مهمی در سیاست هنگ کنگ است.